# Левычинский стан
Левычинский стан располагался в северо-западной части Коломенского уезда (по доекатерининскому административно-территориальному делению). Граничил со Скулневским, Маковским, Песоченским и Деревенским станами Коломенского уезда, а также с Московским уездом. Впервые упоминается в духовной Ивана Калиты (1336).Просуществовал до губернской реформы Екатерины II (1781).

## Погост
На территории стана располагался единственный погост на р. Тре с церковью Дмитрия Страстотерпца.

## Поселения
На территории Левычинского стана располагались следующие населённые пункты:
- Валовое
- Ганусово
- Головино
- Карачарово
- Нащекино
- Патрикеево
- Пестовка
- Починки
- Рылеево
- Соколово-Хомьяново
- Толмачево